# Stazione di Prato Sesia
La stazione di Prato Sesia è una fermata ferroviaria della linea Novara–Varallo al servizio dell'omonimo comune e priva di traffico.

## Storia
La fermata entrò in funzione il 6 novembre 1884, in concomitanza all'attivazione del tronco Romagnano Sesia-Grignasco.
A seguito della statizzazione delle ferrovie, tra il 1905 e il 1906, la linea originariamente gestita dalla Società per le Strade Ferrate del Mediterraneo venne incorporata nella rete statale e l'esercizio degli impianti fu assunto dalle Ferrovie dello Stato.
Dal 2000 la gestione dell'intera linea, e con essa quella della fermata di Prato Sesia, passò in carico a Rete Ferroviaria Italiana la quale ai fini commerciali classifica l'impianto nella categoria "Bronze".
Essa rimase senza traffico dal 15 settembre 2014 per effetto della sospensione del servizio passeggeri sulla linea. Nonostante l'intera linea sia stata riaperta a scopi turistici a partire dal 24 maggio dell'anno seguente (in occasione di Expo 2015), la fermata non risulta più ad essere servita da alcun collegamento. L'impianto resta tuttavia formalmente attivo.

## Strutture ed impianti
L'attuale fermata è dotata del solo binario di corsa della linea ferroviaria. È presente una banchina per l'imbarco dei passeggeri dotata di due panchine non coperte per l'attesa.
Sono presenti pannelli informativi per i viaggiatori, due obliteratrici e un monitor per le informazioni.

### Architettura
La stazione dispone di un fabbricato viaggiatori sviluppato su due piani. L'edificio, a pianta rettangolare, è completamente chiuso all'utenza. Il primo terra, tinteggiato di bianco, ospitò i servizi ai viaggiatori quali sala d'attesa e biglietteria; il primo,  tinteggiato di rosa scuro e diviso dall'altro da una fascia marcapiano, è adibito ad abitazione privata.
Accanto al FV è collocato un edificio di dimensioni minori, sviluppato su un solo piano, che ospita i servizi igienici.

## Movimento
La stazione era servita da treni regionali di Trenitalia fino al 15 settembre 2014, giorno in cui è stato sospeso sulla linea il servizio viaggiatori ordinario per decisione della Regione Piemonte e sostituito da autocorse.